# Élie Lauriol
Pour les articles homonymes, voir Lauriol.
Élie Lauriol né le 20 décembre 1890 à Alais (aujourd'hui Alès) dans le Gard et mort le 4 août 1982 à Nîmes, est un pasteur protestant français, figure du protestantisme libéral et du christianisme social.

## Biographie

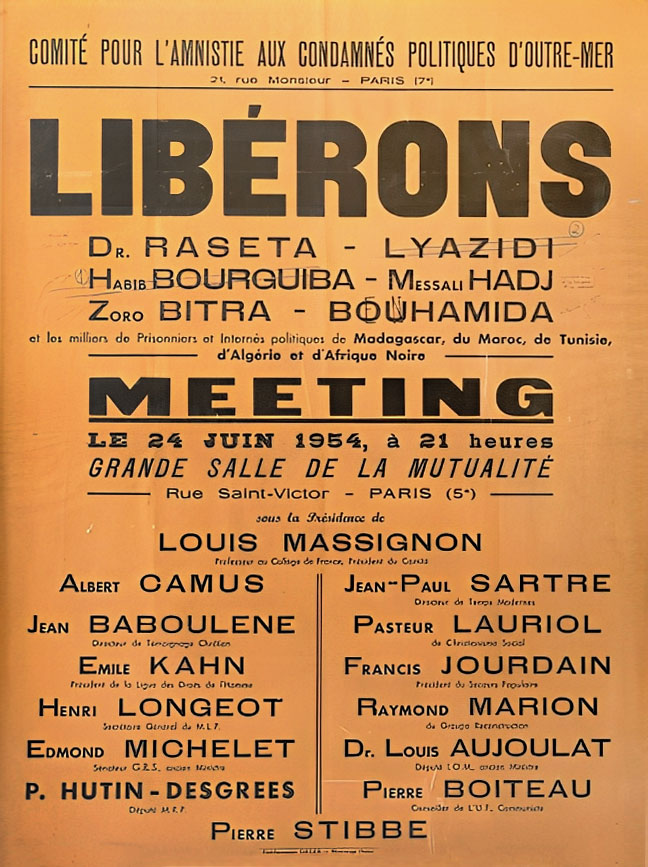
Affiche annonçant la prise de parole du pasteur Élie Lauriol pour le grand meeting en faveur de la libération des « milliers de Prisonniers et Internés politiques de Madagascar, du Maroc, de Tunisie, d’Algérie et d’Afrique Noire, 24 juin 1954, aux côtés de Louis Massignon, Albert Camus, Émile Kahn, Edmond Michelet, Jean-Paul Sartre, Francis Jourdain...

Élie Lauriol naît en 1890 à Alès, dans une famille protestante. Il est le fils d'Émile Lauriol, employé de banque, et de Zulma Arnal. Il est baptisé au temple protestant d'Alès. Il obtient un diplôme d'études supérieures de lettres à Paris, avant de s'inscrire en 1910 à la faculté de théologie protestante de Paris. Il commence son service militaire en octobre 1913 puis il est réquisitionné à l'occasion de la guerre et fait notamment trois ans comme brancardier au front. Il épouse Nina Orth en 1927, le couple a deux enfants dont Claude Lauriol.
De 1919 à 1931, il est pasteur à Vézénobres, dont le temple des Cévennes huguenotes est construit avant la révocation de l'Édit de Nantes. De 1931 à 1946, il est pasteur au Grand temple de Nîmes. Il œuvre à la réunification des Églises réformées en France, qui en 1938 s'unissent dans l'Église réformée de France. Il s'élève contre les tentations d'une déclaration de foi trop restrictive et dogmatique, et fait inscrire dans les principes de l'Église protestante « la lutte contre les fléaux sociaux ». Il est membre du conseil national de l'Église réformée de France de 1938 à 1962.

### Activités durant la Seconde Guerre
Pendant la Seconde Guerre mondiale, il donne des prédications contre la collaboration. Il réagit dans un sermon de juin 1940 à l'armistice. Dès le statut d'octobre 1940, il s'oppose à la déportation des juifs et travaille au sauvetage des enfants dans les Cévennes avec la Cimade,. En septembre 1942, il est chargé, avec deux autres pasteurs, par le conseil national de l'ERF, de préparer le message lu dans toutes les Églises réformées le 4 octobre, pour dénoncer les persécutions antisémites du régime.

### Ministère à l'Oratoire du Louvre
De 1946 à 1961, il est pasteur de l'Église de l'Oratoire du Louvre. C'est une figure engagée du christianisme social, depuis 1935 à la suite du pasteur Élie Gounelle,. Le 11 janvier 1949, il donne une conférence remarquée à l'amphithéâtre Richelieu de la Sorbonne, organisée par l'Amitié judéo-chrétienne de France sur la réforme de l'enseignement chrétien sur le judaïsme. Il intègre le bureau directeur de cette association cette même année. Il est membre du conseil de la Fédération protestante de France de 1946 à 1960.
Il prend sa retraite à Nîmes en 1961. Il est élu en 1962 à l'Académie de Nîmes.

## Publications
- Le Protestantisme et la Vie : Ce qu'offre le protestantisme, Paris, Berger Levrault, 1955 (SUDOC 102383073)
- Nos Églises contre la guerre, Paris, Le Cep (SUDOC 06395107X)
- Le Commerce privé des armes devant la conscience chrétienne, Paris, Alliance universelle pour l'amitié internationale par les Églises, 1933 (SUDOC 088889521)
- Les principes de la réforme : Chemin de l'unité chrétienne, Valence, Société centrale d'évangélisation, 1956 (OCLC 32957760)